# ベイラ・ロビト・ハイウェイ
ベイラ・ロビト・ハイウェイ（英: Beira–Lobito Highway）はアフリカ南部を東西に結ぶ道路である。トランス・アフリカ・ハイウェイの9号線にあたる。

## 経路

### 長さなど
ベイラ・ロビト・ハイウェイは全長3,523kmである。

### モザンビーク
- ベイラ ～ ドンド（英語版） ～ Inchope ～ シモイオ ～ マニカ（英語版） ～ マチパンダ（英語版） ～ ジンバブエ国境

### ジンバブエ
- モザンビーク国境 ～ ムタレ ～ ニャズラ（英語版） ～ ルサペ（英語版） ～ ハラレ
- ハラレ ～ チノイ ～ マクティ（英語版） ～ ザンビア国境

### ザンビア
- ジンバブエ国境 ～ チルンド（英語版） ～  Chikwele（チカンカタ地区（英語版）） ～ カフエ（英語版） ～ ルサカ ～ カピリ・ムポシ
- カピリ・ムポシ ～ ンドラ ～ キトウェ ～ チンゴラ ～ チリラボンブウェ ～ コンゴ民主共和国国境

### コンゴ民主共和国
- ザンビア国境 ～ カスンバレサ（英語版）（カシュンバルザ） ～ ルブンバシ ～ リカシ ～ ニュバ（Nguba）
- ニュバ ～ フングルーメ（英語版） ～ テンケ（英語版） ～ コルヴェジ ～ カサジ（英語版） ～ ディロロ（英語版） ～ アンゴラ国境

### アンゴラ
- コンゴ民主共和国国境 ～ ルアウ（英語版） ～ ルエナ ～ クエンバ（英語版） ～ クイト ～ カチウンゴ（英語版） ～ アルト・アマ（英語版） ～ ロビト

## 他の道路との接続
- ザンビアの Chikwele からカピリ・ムポシまでカイロ・ケープタウン・ハイウェイ（TAH 4）と重複区間
- アンゴラのアルト・アマ（英語版）でトリポリ・ケープタウン・ハイウェイ（TAH 3）